# Rambaan
Rambaan is een bestuurslaag in het regentschap Probolinggo van de provincie Oost-Java, Indonesië. Rambaan telt 1520 inwoners (volkstelling 2010).